# Helvecons
Els helvecons (en llatí helveconae, en grec antic Αἰλουαίωνες) eren un poble germànic que habitava al nord de l'Europa Oriental, a l'oest del Vístula, entre els rugis (rugii) i els burgundis (burgundiones). Segons Tàcit eren una de les tribus més valentes dels ligis (Lygii).